# Jan Suk
Jan Suk (14. července 1951 Benešov – 15. února 2025 Benešov) byl český básník, esejista, literární kritik, filosof a literární publicista.

## Biografie
Narodil se v hudební rodině. Byl pravnukem skladatele Antonína Dvořáka a vnukem skladatele Josefa Suka. Jeho nevlastním bratrem byl houslový virtuóz Josef Suk. V letech 1972–1977 studoval na filosofické fakultě Karlovy univerzity v Praze obory filosofie, historie a estetika. Během studia i v následujících normalizačních letech navštěvoval bytové semináře Milana Machovce, Jana Patočky, Ladislava Hejdánka aj. Po absolutoriu byl několik let bez stálého pracovního poměru. V druhé polovině osmdesátých let žil v Praze a byl zaměstnán jako vědecký pracovník v estetickém oboru v Ústavu pro výzkum kultury a v Ústavu pro kulturně výchovnou činnost.
Od konce roku 1989 do roku 1992 byl zaměstnán v Národní knihovně v Praze. Od roku 1992 pracoval jako redaktor, později šéfredaktor pražského nakladatelství H&H, kde redakčně a editorsky připravil desítky beletristických i vědeckých titulů z české literatury i překladů z literatury světové. Byl editorem stěžejních děl Jindřicha Chalupeckého, Václava Černého, Zdeňka Kalisty, Romana Jakobsona, Jiřiny Haukové, Zdeňka Rotrekla, Arnošta Lustiga a mnoha dalších autorů. Od roku 1994 řídil básnickou edici Poesis, v níž vyšlo téměř čtyřicet titulů české i světové poezie včetně zásadních antologií.
Od počátku devadesátých let působil jako literární kritik a recenzent, příležitostně též jako literární publicista, zabývající se i výtvarným uměním, hudbou a divadlem. Recenzoval stovky knižních titulů prakticky ve všech odborných periodikách, ale také v denících, v Českém rozhlase a České televizi. Studie a esejistické texty publikoval rovněž v zahraničí, např. ve slovinském literárním časopise Sodobnost. Je autorem desítek knižních doslovů a studií. Pro Českou televizi se scenáristicky a moderátorsky podílel např. na dokumentu o životě a díle Josefa Suka Dotkl se mě prst Boží (2006) a na dokumentu o K. H. Máchovi Kam vzhlédnu, tam mně schází tvář (2010). Řadu let působil jako redaktor internetového Portálu české literatury, pro který napsal stovky recenzí a medailonů předních českých autorů.
Jeho vlastní literární tvorba byla koncentrována především do dvou oblastí: autor psal a vydával básnické knihy, ale věnoval se rovněž tvorbě esejistické. Z rozsáhlého básnického díla vytvářeného kontinuálně od konce šedesátých let do současnosti vyšel knižně zatím[kdy?] pouhý zlomek. Básně mají meditativní charakter a vyznačují se jazykovou přesností, úsporností a sklonem k hudebně znějícímu lyrismu. Až po roce 2000 se objevovaly rovněž básně a sbírky tematicky orientované na krizi duchovních a morálních hodnot a hledání pevného bodu v nejistém světě. Obdobné filosofické východisko charakterizuje také rozsáhlou esejistickou práci. Autor v ní uplatňoval erudici a komparatistickou schopnost zaměřenou na kulturně-historické fenomény. Polemizoval s postmodernou a svůj duchovní svět zakotvoval v křesťanské tradici stejně jako v antice, především pozdně římské a dekadentní. V básních i esejích často zpracovával filosofickou tematiku související s aktuálním životem znavené západní civilizace. Tyto texty byly shrnuty např. v esejistické knize Jména v soumraku času (2012). Spolupracoval také s českou fotografkou a výtvarnicí Petrou Růžičkovou na knižních a výstavních projektech (např. je autorem průvodního textu k výstavě Cestou k Jedinému, 2002, autorem eseje a básnického cyklu ve fotografické bibliofilii Psáno na obrazy hřbitovů, 2010, autorem průvodních textů v monografii Pevnost. Kamenná hvězda Terezín, 2003 aj.).